# Kornel Morawiecki
Kornel Andrzej Morawiecki (3. května 1941, Varšava – 30. září 2019, Varšava) byl polský fyzik, vysokoškolský učitel, disident a člen polského Sejmu za stranu Kukiz'15. Jeho synem je polský historik a politik Mateusz Morawiecki (* 1968, PiS).

## Život a dílo
Po ukončení studia na varšavském gymnáziu Adama Mickiewicze (přesněji polsky IV Liceum Ogólnokształcące im. Adama Mickiewicza w Warszawie) v roce 1958 studoval v letech 1958–1963 fyziku na Fyzikální fakultě Vratislavské univerzity, které následně završil ziskem doktorátu z oblasti kvantové teorie pole v roce 1970.
Kornel Morawiecki se stal v roce 1982, tj. v období vlády komunistického režimu v Polsku, spoluzakladatelem radikální antikomunistické odnože polské Solidarity, známé jako Bojující Solidarita (polsky Solidarność Walcząca).
V roce 2010 se zúčastnil jako kandidát Bojující Solidarity polských prezidentských voleb, v jejichž prvním kole získal pouhých 0,13 % odevzdaných hlasů a nepostoupil tak dále.
V roce 2017 byla ve Varšavě vydána jeho biografie, jejímž autorem je Artur Adamski.

### Ocenění a vyznamenání
Dne 17. listopadu 2014 mu byla (stejně jako dalším 19 nominovaným) – „za odvahu postavit se komunistické totalitě“ – udělena v prostorách Národního divadla Cena Paměti národa.